# سدم شجري
السدم الشجري أو شجرة الحجر الصخري أو الدجاجة الكاذبة (الاسم العلمي: Sedum dendroideum
) هو نوع من النباتات العصارية الجنيبية المعمرة يشبه نبات الخلود ويقع موطنه الأصلي في المكسيك.

## الوصف
ينتمي نبات السدم الشجري إلى عائلة المخلديات، ويتميز بسيقانه الرقيقة التي تتفرع متخذة شكلا شجيريا شبيها بالأشجار الصغيرة، وبأوراقه السميكة واللحمية التي عادة ما تكون خضراء زاهية اللون أو مزرقة. أما أزهار النبات فتكون صفراء أو بيضاء اللون وصغيرة الحجم تنمو في مجموعات. يُمكن أن يصل ارتفاع النبات إلى عشرات السنتيمترات. ويشتهر السدم الشجري بقدرته على تخزين المياه، مما يجعله شديد التحمل للجفاف، لكن يجب ريه بانتظام خلال فصل الصيف مع مراعاة تصريف المياه الزائدة، ثم يخضع عادة لفترة خمول خلال الأشهر الأشد برودة.

## الموطن
تزدهر زراعة نبات السدم الشجري في المناطق التي تتمتع بمناخ جاف دافئ، وكذلك في المناطق الباردة مثل ولايات كاليفورنيا وأوهايو بالولايات المتحدة الأمريكية.

## الاستخدامات

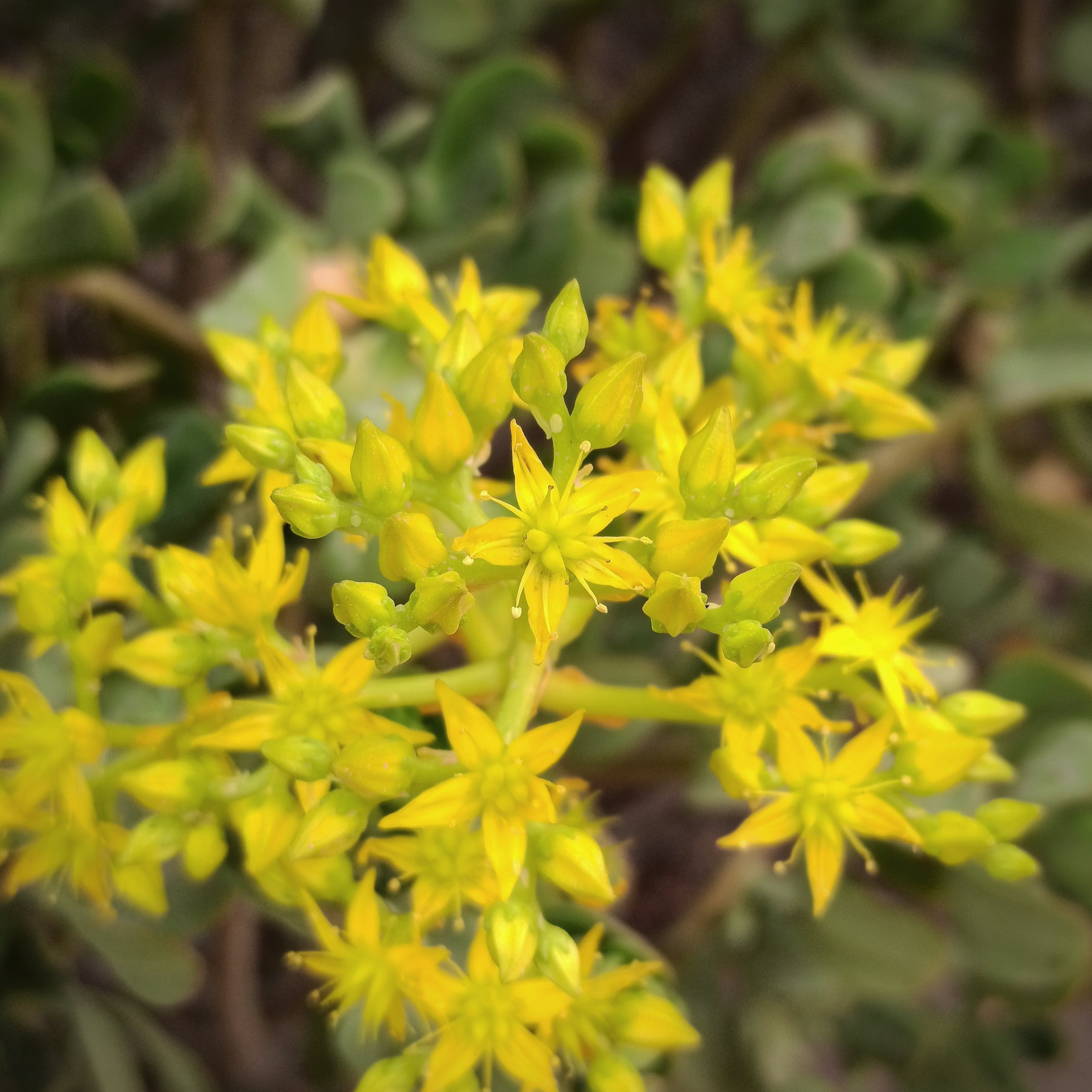
أزهار نبات السدم صفراء اللون

تتمتع أشجار نبات السدم الشجري بمظهرها الجذاب حيث تتحول أوراقها في فصل الشتاء إلى اللون الأحمر لذلك يُستخدم كنبات للزينة وتزرع أشجاره مع باقي النباتات من جنس السدم كنباتات حدائق. وفي الطب الشعبي البرازيلي، يستخدم العصير الطازج لأوراق نبات السدم الشجري لعلاج الالتهابات واضطرابات المعدة. وفي عام 2005 نُشرت ورقة بحثية لدراسة أجريت حول الاستخدامات الطبية لنبات السدم الشجيري، ووفقا لهذه الدراسة فقد أظهر النبات تأثيرات مضادة للألم ومضادة للالتهابات لدى الفئران.